# Арбор (село)
Арбо́р (тат. Арбор) — село в Балтасинском районе Республики Татарстан, в составе Ципьинского сельского поселения.

## Этимология
Топоним произошёл от гидронима «Арбор» (Арборка).

## География
Село находится на реке Арборка, в 28 км к северу от районного центра — посёлка городского типа Балтаси. Вдоль села проходит автомобильная дорога регионального значения 16К-0533 «Арбор — Шишинер».

## История
Село основано в XVI веке. В письменных источниках впервые упоминается с 1768 года. Первоначальное название — Урбар, в состав села вошли также деревни Мунигер (основана в 1750-х годах) и Бикбулат (основана в начале XIX века). В дореволюционных источниках упоминается также под названием Арбор-Себе Усад.
В «Списке населенных мест по сведениям 1859—1873 годов», изданном в 1876 году, населённый пункт упомянут как казённая деревня Арбор 3-го стана Малмыжского уезда Вятской губернии. Располагалась при речке Арборке, в 30 верстах от уездного города Малмыжа и в 5 верстах от становой квартиры в казённом селе Цыпья. В деревне, в 58 дворах жили 395 человек (212 мужчин и 183 женщины), были мечеть, волостное правление и почтовая станция.
До 1860-х годов жители относились к категории государственных крестьян. Основные занятия жителей в этот период — земледелие и скотоводство, была распространена торговля. В 1880-х годах земельный надел сельской общины составлял 3048 десятин.
В начале XX века в селе располагались волостное правление, почтовая станция, действовали мечеть (XVIII век), мектеб (1868 год), медресе (1908 год). В 1915 году в селе функционировали 3 мечети, при каждой работало медресе.
В 1927 году было организовано кооперативное хозяйство, в 1932 году — первый колхоз, с 1996 года — кооператив «Активист», с 2000 года — ООО «Активист».
| Период         | Административно-территориальная единица                    |
| -------------- | ---------------------------------------------------------- |
| До 1920 года   | Центр Арборской волости, Малмыжский уезд, Вятская губерния |
| 1920-1930 годы | Арский кантон ТАССР                                        |
| 1930-1932 годы | Тюнтерский район ТАССР                                     |
| 1932-1938 годы | Балтасинский район ТАССР                                   |
| 1938-1958 годы | Ципьинский район ТАССР                                     |
| 1958-1963 годы | Балтасинский район ТАССР                                   |
| 1963-1965 годы | Арский район ТАССР                                         |
| С 1965 года    | Балтасинский район ТАССР, ТССР, РТ                         |

## Население
| 1834 | 1859 | 1884 | 1920 | 1926 | 1938 | 1949 | 1958 | 1970 | 1979 | 1989 | 2002 | 2010 | 2015 |
| ---- | ---- | ---- | ---- | ---- | ---- | ---- | ---- | ---- | ---- | ---- | ---- | ---- | ---- |
| 655  | 395  | 1198 | 1730 | 1613 | 1210 | 835  | 754  | 737  | 648  | 592  | 642  | 663  | 687  |

Национальный состав села: татары.

## Экономика
Жители работают преимущественно в ООО «Арбор», в основном занимаются овощеводством, мясо-молочным скотоводством.

## Инфраструктура
В селе действуют средняя школа (с 1918 г. как начальная), дом культуры, детский сад, фельдшерско-акушерский пункт, библиотека.

## Религия
Мечеть (с 2002 года).